# Nataliya Kosmyna
Nataliya Kosmyna, née en 1990, est une informaticienne et chercheuse spécialisée dans le domaine des interfaces cerveau-ordinateur (ICO) non invasives basées sur l'EEG dans le contexte d'applications de qualité pour le grand public, et la fondatrice et directrice générale de la startup Braini. Elle a reçu le prix L'Oréal-UNESCO en 2016 et a été désignée comme l'un des 10 meilleurs talents français en 2017 par le MIT Innovators Under 35.
Elle est passionnée par l’idée de créer un partenariat entre l'intelligence artificielle et l’intelligence humaine, la fusion d’une machine et d’un cerveau humain.

## Biographie

### Formation
Grâce à une bourse de l'ambassade de France, Nataliya Kosmyna suit le Master of Sciences and Artificial Intelligence de l'Université Grenoble-Alpes. Elle réalise ses études doctorales au sein de l'équipe EHCI. En 2015, elle soutient sa thèse doctorale sur le co-apprentissage dans les interfaces cerveau-machine. 

### Carrière
Après l'obtention de son doctorat, elle rejoint en tant que post-doctorante l'équipe « Hybrid »  à l'Institut national de recherche en informatique et en automatique (Inria). À l'Inria, elle focalise ses recherches autour des moyens d'appliquer ses investigations sur les ICO au domaine paramédical, afin de permettre aux personnes âgées, malades ou en situation de handicap d'augmenter leur autonomie,. Plus concrètement, grâce à un casque muni d'électrodes, le logiciel que Nataliya Kosmyna développe sera en mesure de traduire les impulsions électriques du cerveau en instructions pour contrôler des appareils à distance.
Puis elle rejoint en 2017 le groupe Fluid Interfaces du MIT Media Lab où elle conçoit et teste des solutions matérielles et de paradigmes novateurs pour différentes applications (comme l'apprentissage, la conduite) et différents groupes d'utilisateurs (adultes, enfants avec TDA/TDAH). En outre, elle collabore aussi avec le MIT Integrated Learning Initiative en évaluant le feed-back en temps réel d'élèves pour surveiller et améliorer leurs capacités à maintenir l'attention.
Parmi ses créations, on trouve le « Thinking Cap », qui en utilisant des ICO en conjonction avec l'apprentissage automatique, capte l'activité cérébrale d'une personne pour détecter et analyser ce qu'elle imagine en temps réel. Son but est d'aider les étudiants à renforcer leur estime de soi et à améliorer leurs résultats scolaires. Une autre de ses créations sont les lunettes « AttentiveU » dont l'objectif est d'étudier, dans un scénario réel, l'attention, la charge cognitive, la fatigue et l'engagement grâce à ses capteurs EEG et EOG. 

#### Braini
Braini est une start-up créée par Nataliya Kosmyna en 2016 avec le but de réaliser des activités de consulting dans le domaine de l'intelligence artificielle pour l'amélioration cognitive et de la neuroscience. De même, l'entreprise veut développer les interfaces visant à rendre plus facile la vie de personnes âgées, malades ou en situation de handicap.

## Prix reçus
Elle gagne le prix de la meilleure thèse doctorale de l'Université de Grenoble.
Elle reçoit le prix L'Oréal-UNESCO en 2016 grâce à son développement d'un casque capable d'enregistrer les fréquences du cerveau,.
En 2017, elle est désignée comme l'un des 10 meilleurs talents français par le MIT Innovators Under 35,.